# Filitanais moskalevi
Filitanais moskalevi är en kräftdjursart som beskrevs av Rosalia Konstantinovna Kudinova-Pasternak 1973. Filitanais moskalevi ingår i släktet Filitanais och familjen Colletteidae. Inga underarter finns listade i Catalogue of Life.